# Semomesia alyattes
Semomesia alyattes är en fjärilsart som beskrevs av Jose Francisco Zikán 1952. Semomesia alyattes ingår i släktet Semomesia och familjen Riodinidae. Inga underarter finns listade i Catalogue of Life.